# 왈드론붉은콜로부스
왈드론붉은콜로부스(Piliocolobus waldronae)는 붉은콜로부스 원숭이의 일종이다. 서아프리카의 토착종으로 서부붉은콜로부스(Piliocolobus badius)의 아종으로 간주하기도 한다. 1978년 이후 공식적으로 관찰되지 않았기 때문에, 2000년 멸종으로 간주했다. 그러나 코트디부아르의 남동부 구석에 아주 일부 개체군이 서식하는 것으로 추정하고 있다. IUCN 적색 목록에서 멸종위급종으로 간주하고 있다. 1933년 12월, 대영박물관의 수집가 로우(Willoughby P. Lowe)가 8점의 표본을 발견했다. 이름은 탐사대의 일원이었던 박물관 직원 왈드런(F. Waldron)의 이름을 따서 로우가 지었다.

## 특징
왈드론붉은콜로부스의 대부분은 검은 털로 덮여 있지만, 이마와 넓적다리 쪽에는 밝은 붉은 빛의 독특한 털 무늬가 있어서 같은 지역의 다른 종들과 구별된다. 구세계원숭이(긴꼬리원숭이)의 일종으로 키는 약 1m까지 자란다. 아직 살아있는 개체를 찍은 사진이 없다.

## 계통 분류
다음은 붉은콜로부스의 계통 분류이다.
|  | 프로이스붉은콜로부스 |
|  |                      |
|  | 페넌트콜로부스       |
|  |                      |

|  | 로마미붉은콜로부스          |
|  |                             |
|  | 오스탈렛붉은콜로부스 (서부) |
|  |                             |

|  | 오스탈렛붉은콜로부스 (동부) |
|  |                             |
|  | 중부아프리카붉은콜로부스    |
|  |                             |
|  | 우간다붉은콜로부스          |
|  |                             |
|  | 타나강붉은콜로부스          |
|  |                             |

|  | 우드중와붉은콜로부스 |
|  |                      |
|  | 잔지바르붉은콜로부스 |
|  |                      |

|  | 오스탈렛붉은콜로부스 (동부) |
|  |                             |
|  | 중부아프리카붉은콜로부스    |
|  |                             |
|  | 우간다붉은콜로부스          |
|  |                             |
|  | 타나강붉은콜로부스          |
|  |                             |

|  | 우드중와붉은콜로부스 |
|  |                      |
|  | 잔지바르붉은콜로부스 |
|  |                      |

|  | 프로이스붉은콜로부스 |
|  |                      |
|  | 페넌트콜로부스       |
|  |                      |

|  | 로마미붉은콜로부스          |
|  |                             |
|  | 오스탈렛붉은콜로부스 (서부) |
|  |                             |

|  | 오스탈렛붉은콜로부스 (동부) |
|  |                             |
|  | 중부아프리카붉은콜로부스    |
|  |                             |
|  | 우간다붉은콜로부스          |
|  |                             |
|  | 타나강붉은콜로부스          |
|  |                             |

|  | 우드중와붉은콜로부스 |
|  |                      |
|  | 잔지바르붉은콜로부스 |
|  |                      |

|  | 오스탈렛붉은콜로부스 (동부) |
|  |                             |
|  | 중부아프리카붉은콜로부스    |
|  |                             |
|  | 우간다붉은콜로부스          |
|  |                             |
|  | 타나강붉은콜로부스          |
|  |                             |

|  | 우드중와붉은콜로부스 |
|  |                      |
|  | 잔지바르붉은콜로부스 |
|  |                      |

|  | 프로이스붉은콜로부스 |
|  |                      |
|  | 페넌트콜로부스       |
|  |                      |

|  | 로마미붉은콜로부스          |
|  |                             |
|  | 오스탈렛붉은콜로부스 (서부) |
|  |                             |

|  | 오스탈렛붉은콜로부스 (동부) |
|  |                             |
|  | 중부아프리카붉은콜로부스    |
|  |                             |
|  | 우간다붉은콜로부스          |
|  |                             |
|  | 타나강붉은콜로부스          |
|  |                             |

|  | 우드중와붉은콜로부스 |
|  |                      |
|  | 잔지바르붉은콜로부스 |
|  |                      |

|  | 오스탈렛붉은콜로부스 (동부) |
|  |                             |
|  | 중부아프리카붉은콜로부스    |
|  |                             |
|  | 우간다붉은콜로부스          |
|  |                             |
|  | 타나강붉은콜로부스          |
|  |                             |

|  | 우드중와붉은콜로부스 |
|  |                      |
|  | 잔지바르붉은콜로부스 |
|  |                      |

|  | 프로이스붉은콜로부스 |
|  |                      |
|  | 페넌트콜로부스       |
|  |                      |

|  | 로마미붉은콜로부스          |
|  |                             |
|  | 오스탈렛붉은콜로부스 (서부) |
|  |                             |

|  | 오스탈렛붉은콜로부스 (동부) |
|  |                             |
|  | 중부아프리카붉은콜로부스    |
|  |                             |
|  | 우간다붉은콜로부스          |
|  |                             |
|  | 타나강붉은콜로부스          |
|  |                             |

|  | 우드중와붉은콜로부스 |
|  |                      |
|  | 잔지바르붉은콜로부스 |
|  |                      |

|  | 오스탈렛붉은콜로부스 (동부) |
|  |                             |
|  | 중부아프리카붉은콜로부스    |
|  |                             |
|  | 우간다붉은콜로부스          |
|  |                             |
|  | 타나강붉은콜로부스          |
|  |                             |

|  | 우드중와붉은콜로부스 |
|  |                      |
|  | 잔지바르붉은콜로부스 |
|  |                      |